# Обикновен джинджифил
Джинджифилът (Zingiber officinale), наричан също исиот и имбир, е растение, чиито корени се използват в Китай и Индия от древността. В Европа се разпространява през 13 век благодарение на Марко Поло. Първоначално се използвал предимно в медицината. Завидна е славата му на афродизиак. Пресният джинджифил има остър парлив вкус с аромат на лимон. В изсушен и стрит на прах вид се използва в кулинарията като подправка. Резенчета пресен джинджифил се използват за направа на чай и като добавка в супи и сосове. В източната кухня се приготвя по всички познати технологии на печене, варене, пържене, много разпространен е в сладкарството под формата на сладка и бонбони. Участва във всяко къри. В Англия и САЩ от джинджифилов екстракт се приготвя бира, в Германия са известни джинджифиловите курабийки и сладкиши, а в Китай го захаросват. В миналото е имало цели улици, наречени „джинджър-стрийт“, на които са се предлагали продукти с джинджифил.
Джинджифилът е културно растение и не вирее в диво състояние. Родината му е някъде в Източна Азия, от Индия до Китай или Югоизточна Азия. Най-ранните документи за него са китайски. Конфуций (557 – 479 г. пр.н.е.) го споменава в своите „Аналекти“ и е известен с това, че не е сядал на масата без него. Според по-късни документи джинджифилът е внасян в Китай от Югоизточна Азия. Чрез арабите джинджифилът достига Древна Гърция и Римската империя. Също те го занасят и в Източна Африка около 13 век, а през 16 век португалците го занасят в Западна Африка. По същото време испанците занасят джинджифила в Америка и през 1547 г. Ямайка вече изнася 1100 тона джинджифил за Испания. Понастоящем най-много джинджифил произвежда Индия, следвана от Китай, Западна Африка, Ямайка, Тайланд и Австралия.
Химичен състав на джинджифила
В 100 g джинджифилов прах се съдържат:
- Енергия: 336 kcal;
- Въглехидрати: 71,62 g;
- Захари: 3,39 g;
- Диетични фибри: 14,1 g;
- Мазнина: 4,24 g;
- Протеин: 8,98 g;

Витамини: В1 (тиамин) – 0,046 mg, рибофлавин В2 – 0,17 mg, ниацин В3 – 9,62 mg, пантотенова киселина В5 – 0,477 mg, пиридоксин В6 – 0,626 mg, фолиева киселина В9 – 13 μg, аскорбинова киселина (витамин C) – 0,7 mg.
Минерали: калций 114 mg, магнезий 214 mg, желязо 19.8 mg, манган 33.3 mg, фосфор 168 mg, калий – 1320 mg, натрий 27 mg, цинк 3,64 mg.
В 100 g корен джинджифил се съдържат:
- Енергия: 80 kcal;
- Въглехидрати: 17,77 g;
- Захар: 1,7 g;
- Диетични фибри: 2 g;
- Мазнина: 0,75 g;
- Протеин: 1,82 g;

Витамини: тиамин В1 – 0,025 mg, рибофлавин В2 – 0,034 mg, ниацин В3 – 0,75 mg, пантотенова киселина В5 – 0,203 mg, пиридоксин В6 – 0,16 mg, фолиева киселина В9 – 11 μg, аскорбинова киселина (витамин С) – 5 mg.
Минерали: калций 16 mg, магнезий 43 mg, желязо 0,6 mg, манган 0,229 mg, фосфор 34 mg, калий 415 mg, натрий 13 mg, цинк 0.34 mg.
Джинджифиловият чай ускорява процесите на метаболизма благодарение на етеричните масла, на които е много богат. Той се използва и когато трябва да се преодолеят пристъпи на гадене, както и при борба със стомашни разстройства.